# 디어 에반 핸슨 (영화)
"디어 에반 핸슨"(영어: Dear Evan Hansen)은 2021년 개봉한 미국의 십대 뮤지컬 드라마 영화이다. 스티븐 슈보스키의 감독 데뷔작이며, 동명 뮤지컬을 영화화한 작품이다.

## 출연진

### 주연
- 벤 플랫 - 에반 핸슨 역
- 케이틀린 디버 - 조이 머피 역
- 줄리앤 무어 - 하이디 핸슨 역
- 에이미 아담스 - 신시아 머피 역

### 조연
- 어맨들라 스텐버그 - 알라나 벡 역
- 닉 도다니 - 자레드 칼와니 역
- 콜튼 라이언 - 코너 머피 역
- 대니 피노 - 래리 모라 역